# جغرافيا فانواتو
فانواتو، (المعروفة سابقًا باسم نيو هبريدس) هي دولة ومجموعة من الجزر في جنوب المحيط الهادئ. وتتألف من أكثر من 80 جزيرة يبلغ 2,528 كيلومتر (1,571 ميل) من الساحل ومساحة 12,189 كيلومتر مربع (4,706 ميل2). وهي دولة صغيرة يبلغ حجمها الإجمالي 12,189 كيلومتر مربع (4,706 ميل2). بسبب انتشار الجزر لديها 39 منطقة اقتصادية خالصة 663,251 كيلومتر مربع (256,083 ميل2).
الإحداثيات الجغرافية لفانواتو هي 16 ° 00′S 167 ° 00′E. وهي جزء من أوقيانوسيا. تشمل جيرانها المباشرين جزر سليمان وكاليدونيا الجديدة، وأستراليا هي أقرب قارة.

## تضاريس

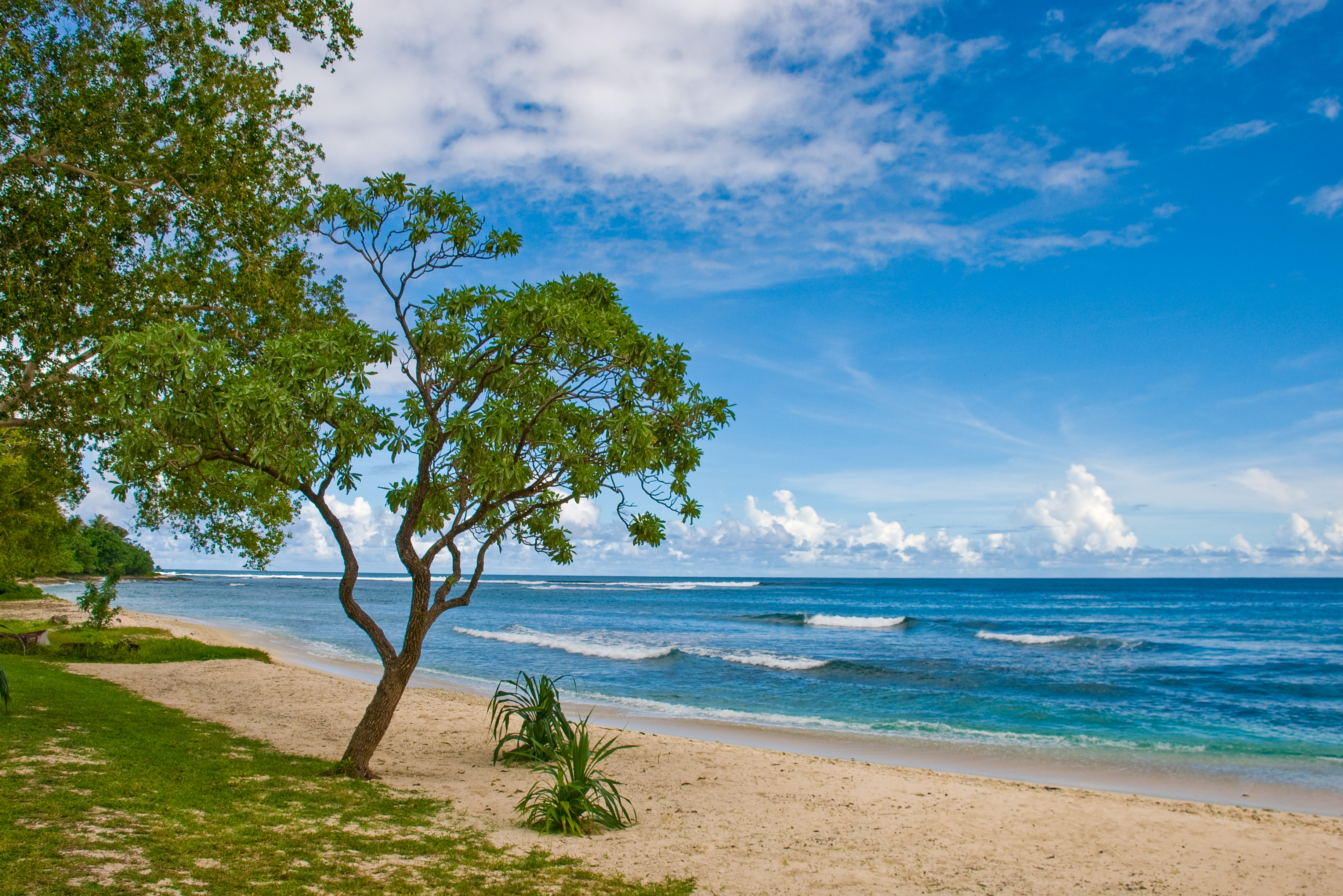
شاطئ في إيفات
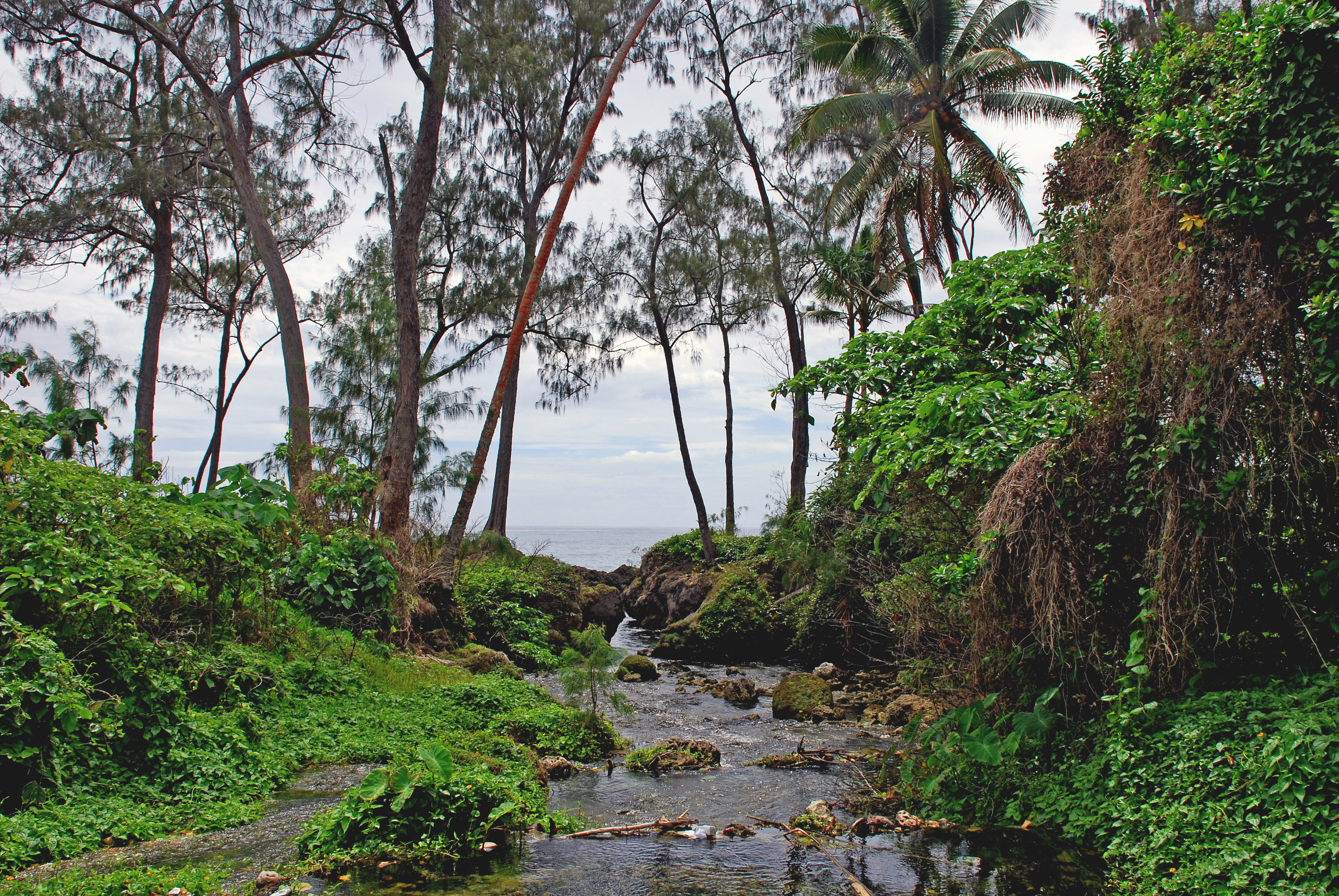
تيار على إيفات

فانواتو هي أرخبيل جبلي من أصل بركاني مع السهول الساحلية الضيقة.
أعلى الجبال هو جبل تابويمسانا على 1,877 متر (6,158 قدم). مناخها الاستوائي معتدل بسبب الرياح التجارية الجنوبية الشرقية، وتشمل مواردها الطبيعية غابات الأخشاب الصلبة والأسماك. اعتباراً من عام 2011 أصبحت 1.64٪ من مساحة أراضيها صالحة للزراعة و 10.25٪ مخصصة للمحاصيل و 88.11٪ أخرى لاستخدامات الأراضي الأخرى.
تشمل الكوارث الطبيعية الأعاصير المدارية أو الأعاصير. من يناير إلى أبريل والنشاط البركاني الذي يتسبب أحياناً بزلازل غير خطيرة. تسونامي هي أيضا خطر.
لا يستطيع غالبية السكان الوصول إلى إمدادات مياه صالحة للشرب وموثوقة. إزالة الغابات هي مصدر القلق الرئيسي الأخر في الجزر.
فانواتو طرف في عدد من الاتفاقيات الدولية، بما في ذلك الاتفاقيات المتعلقة بالموارد الحية في أنتاركتيكا والبحرية، والتنوع البيولوجي، وتغير المناخ، وتغير المناخ، وبروتوكول كيوتو ، والتصحر، والأنواع المهددة بالانقراض، وقانون البحار، والإغراق البحري، وحماية طبقة الأوزون، وتلوث السفن، والخشب المداري 94.

ترتبط فانواتو ارتباطاً وثيقاً بقانون البحار،وتطالب بمطالبة بحرية بـ 24 ميلاً بحرياً(نانومتر) من المنطقة المتاخمة، 12 نانومتر من البحر الإقليمي،و 200 نانومتر من الجرف القاري والمنطقة الاقتصادية الخالصة.
- شاطئ في إيفات
- تيار على إيفات